# Ң
La En con descendente (Ң ң; cursiva: Ң ң) es una letra del alfabeto cirílico. Su forma se deriva de la letra cirílica En (Н í) agregando un asta descendente a su pierna derecha.
Comúnmente representa la velar nasal /ŋ/ como la pronunciación de ⟨ng⟩ en "angosto".
Esta letra cirílica se romaniza a menudo como ⟨ng⟩ o ⟨ñ⟩, aunque también existen las letras más específicas eng y n con descendente

## Uso
La letra cirílica Ң se utiliza en los alfabetos de los siguientes idiomas:
| Idioma      | Nombre de la letra |
| ----------- | ------------------ |
| Baskir      | эң (eñ)            |
| Dungano     | ың (ing)           |
| Calmuco     | аң (añ)            |
| Karakalpako | эң (en ')          |
| Kazajo      | эң (éñ)            |
| Jakasio     | эң / ың            |
| Kirguís     | ың                 |
| Shor        | эң                 |
| Tártaro     | эң (eñ)            |
| Turcomano   | эң (eň)            |
| Tuvano      | эң                 |
| Uigur       | әң (ing)           |

## Unicode
Sus códigos de Unicode son U+04A2, para Ң y U+04A3 para ң.
| Carácter      | Ң                                         | Ң                                         | ң                                       | ң                                       |
| ------------- | ----------------------------------------- | ----------------------------------------- | --------------------------------------- | --------------------------------------- |
| Unicode       | CYRILLIC CAPITAL LETTER EN WITH DESCENDER | CYRILLIC CAPITAL LETTER EN WITH DESCENDER | CYRILLIC SMALL LETTER EN WITH DESCENDER | CYRILLIC SMALL LETTER EN WITH DESCENDER |
| Codificación  | decimal                                   | hex                                       | decimal                                 | hex                                     |
| Unicode       | 1186                                      | U+04A2                                    | 1187                                    | U+04A3                                  |
| UTF-8         | 210 162                                   | D2 A2                                     | 210 163                                 | D2 A3                                   |
| Ref. numérica | &#1186;                                   | &#x4A2;                                   | &#1187;                                 | &#x4A3;                                 |